# Espoir sportif de Vitrolles
Dernière mise à jour : 25 juillet 2012.
L'Espoir sportif de Vitrolles est un club de football français basé à Vitrolles.

## Histoire
L'ES Vitrolles naît de la fusion entre le Football Club Vitrollais et Vitrolles Sports (club fondé le 24 septembre 1971 par Maurice Piot) à la fin des années 1988.
Le club évolue aujourd'hui en 1re Division de District de Provence (Niveau X) dans le Stade Jules Ladoumègue. Actuellement le club compte 450 licenciés, les catégories suivantes évoluent en excellence U13, U15, U17, les catégories suivantes en pré-excellence U13 équipe 2, U19.

## Évolution du blason

Ancien blason
Ancien blason (2012-?)
Blason actuel

## Palmarès
- Champion DH Méditerranée[1] : 1994
- Champion PHA Provence : 1990

## Repères historiques
- 1996 : accession en National (3e division).
- 1997 : 10e du Groupe B du National et relégation en CFA
- 1998 : 17e du Groupe B en CFA et relégation en CFA2
- 1999 : 1er du Groupe E en CFA2 et accède en CFA
- 2002 : 17e du Groupe B en CFA et relégation en CFA2
- 2003 : 2e du Groupe E en CFA2 et accède en CFA
- 2004 : 17e du Groupe C en CFA et relégation en CFA2
- 2005 : 16e du Groupe D en CFA2, le club se dissout et disparait peu à peu. Les équipes juniors restent cependant en place. Une équipe seniors se reforme et monte en PH B.

## Entraîneurs
- 1990-1997 :  Christian Dalger
- Avr. 2002-2003 :  Léon Galli
- 2003-2004 :  Robert Buigues

## Ancien joueurs
- /  Flavien Le Postellec
- Adel Taarabt